# Strega

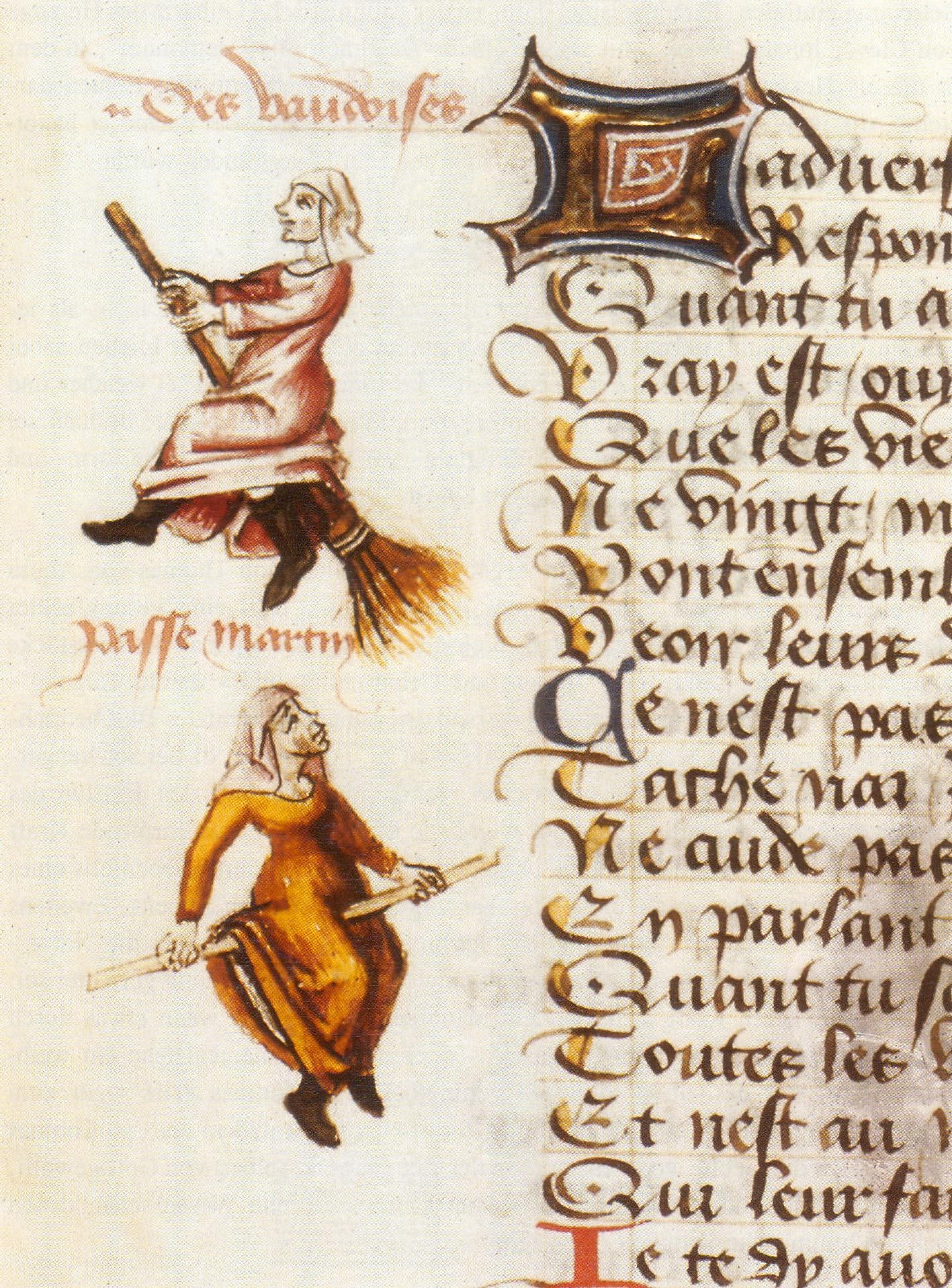
Illustrazione con due streghe su scope, tratta da una versione manoscritta dell'opera Le Champion des dames di Martin Le Franc (metà del XV secolo)

La strega nella mitologia popolare, è una donna ritenuta talvolta un essere soprannaturale di aspetto femminile, dedita a pratiche e rituali di magia, soprattutto popolare, i cui poteri venivano giudicati oscuri o derivanti da un patto col maligno. Il fenomeno non è solo occidentale o cristiano, ma è diffuso in molti paesi del mondo.
In Occidente, le streghe sono perseguitate tra la fine del Medioevo e l'inizio dell'età moderna dalla cultura dominante, sia in ambito cattolico che protestante. «Strega» è anche il nome dato a sciamani o ad esponenti del mondo pagano o contadino, a volte impiegato per definire un semplice sperimentatore di erbologia, cristallomanzia e stregoneria.
A partire dalla metà del XVIII secolo l'esistenza stessa delle streghe fu invece messa in discussione, ad esempio dallo studioso trentino Girolamo Tartarotti, che giudicò frutto di superstizione piuttosto che di logica, di indagine scientifica e ortodossia cattolica, le teorie sulla stregoneria. Eppure tantissime donne sono state bruciate vive accusate di fare del male ma non era vero.
Figure equivalenti a quella della strega, anticamente anche lamia, sono chiamate fattucchiera, maliarda, incantatrice, e in riferimento all'età avanzata, quindi nomignoli dispregiativi come megera e befana.

## Storia

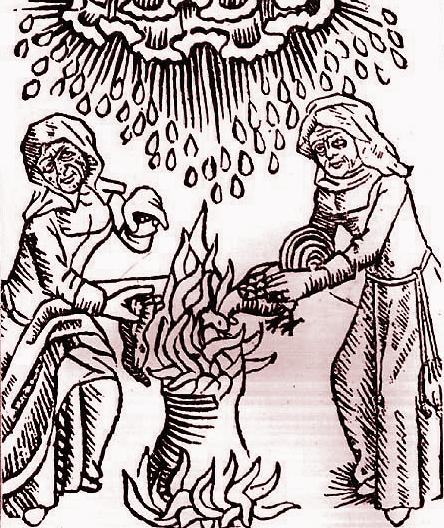
Streghe attorno al calderone per prevenire l'arrivo del gelo, xilografia del 1489.

ne li occhi guercia, e sovra i piè distorta,

con le man monche, e di colore scialba.»
(Dante, Purgatorio, canto XIX, vv. 7-9)
Nel folclore popolare occidentale la figura della strega ha avuto solitamente un'accezione negativa: si riteneva che le streghe usassero i loro poteri per nuocere alla comunità, soprattutto a quella agricola, e che prendessero parte a dei raduni periodici chiamati sabba dove adoravano il Demonio.
La figura della strega ha radici antichissime, che precedono di molto il cristianesimo. Già nel II millennio a.C. vengono redatti degli atti d'inchiesta dove sono riportati gli antesignani dei riti vudù che ricordano i riti messi in atto dalle fattucchiere. Anche il codice di Hammurabi è fonte di informazioni riguardo all'atteggiamento che la reggenza tiene nei confronti della pratica magica, quindi plausibilmente diffusa nella società. Spostandosi poi in Assiria, nella biblioteca di Assurbanipal (VIII sec. a.C.) si trovano notizie di esorcismi per contrastare l'azione di streghe e stregoni.

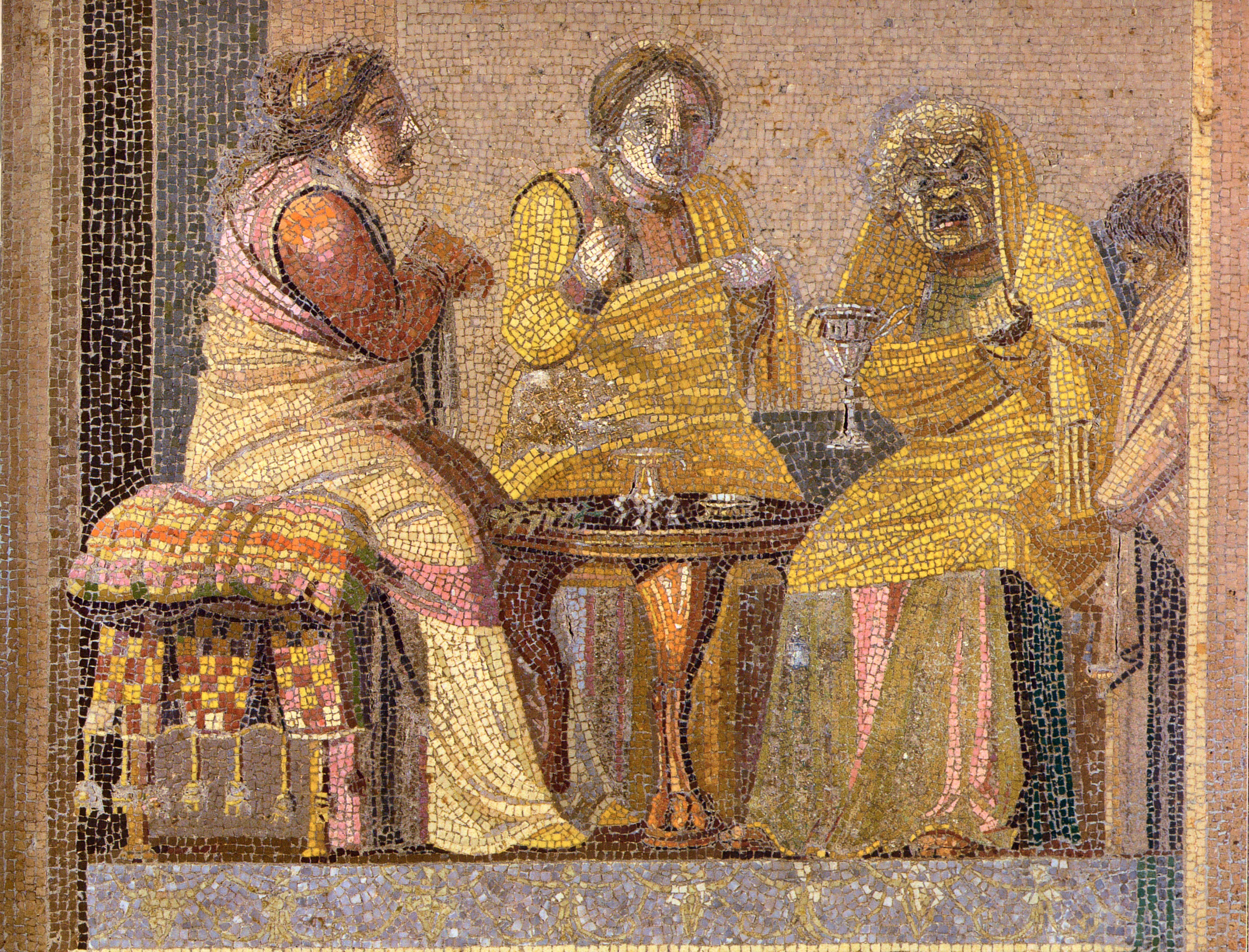
Mosaico romano a Pompei raffigurante due attori mascherati che consultano una fattucchiera per una divinazione.

Se si guarda all'epoca classica se ne incontra una presenza ricorrente nei decreti penali, nei quali si arriva a punire con la morte la magia nera. Ma il campo più florido dove viene dipinta la figura della strega è la letteratura. La mitologia sia greca che romana pullula di maghe e maliarde, descritte come esseri per metà umani e per metà animali, capaci di assumere aspetti diversi a seconda del proprio obiettivo e interessate a succhiare il sangue dei bambini e a sedurre gli uomini, non esonerati dalla stessa terribile fine. Esemplari sono le empuse o le lamiae della mitologia greca, queste ultime originate probabilmente dal mito della dea-uccello incarnata nel rilievo Burney (II millennio a.C.), che rappresenta una figura femminile con ali e artigli connessa presumibilmente a Lilith, divinità mesopotamica e presente nell'ebraismo sotto forma di civetta.. In Italia pieni di fascino tra i tanti, sono i racconti che si tramandano tra gli abitanti delle isole Eolie di queste donne eredi di un'antica sapienza che di notte, nude, cosparse di un unguento portentoso dà loro il potere di volare sino a terre lontane e dalle quali portano ai loro mariti frutti esotici non presenti nella loro terra d'origine.
Una particolare notorietà ebbe la descrizione di Canidia da parte del poeta latino Orazio.

### Le streghe nel Medioevo
Il Medioevo recepisce quel bagaglio culturale che si è andato accumulando per secoli anche attraverso fabliaux, omelie, novelle, e lo modella a propria immagine e misura. Le categorie sociali meno abbienti sono portatrici di una tradizione magico-superstiziosa che verrà sistematizzata solo alla luce delle teorie demonologiche delle élite.
La presenza di reati di stregoneria negli atti giudiziari precedenti al XIII secolo è piuttosto scarsa. La vera sistematizzazione di questa figura, con le sue caratteristiche uniche e distinguibili, si forma solo a partire dall'XI secolo grazie ai teologi e agli studiosi sulla base della demonologia. Si comincia in questo momento a distinguere tra maleficae e strigae, mentre si fa spazio la teoria che queste donne siano l'estrinsecazione della potenza del demonio. Nel 1233 il papa Gregorio IX promulga la bolla Vox in Rama in cui è esplicita la concezione forte e ormai abbastanza precisa dell'azione stregonesca, nel 1250 Stefano di Borbone descrive il sabba, nel 1258 arriva il primo processo, nel 1275 il primo rogo a Tolosa.

### La caccia alle streghe
A partire dal tardo Medioevo e con l'inizio del Rinascimento, la Chiesa cattolica e, in seguito, anche numerose confessioni protestanti, supportate dal potere politico degli emergenti Stati moderni, hanno individuato nelle streghe delle figure eretiche, pericolose per la comunità e dedite al culto del Maligno, da perseguitare ed estirpare dalla società con la violenza. L'insieme dei fenomeni persecutori contro la presunta setta di adoratori del Demonio è noto come "caccia alle streghe" e in Italia l'ultimo caso di una donna che sia stata uccisa perché ritenuta una strega avvenne nel 1828 a Cervarolo in Valsesia.
Si stima che in Germania, nel solo secolo compreso tra il 1450 e il 1550, vennero condannate al rogo circa centomila donne, considerate streghe.
Il massimo acme della caccia alle streghe si verifica quando, nel 1486, il domenicano alsaziano Heinrich Kramer redige il Malleus Maleficarum, affiancando al suo nome quello di Jacob Sprenger per conferirgli maggior prestigio e credibilità. Questo trattato demonologico descrive per filo e per segno tutti gli attributi della strega, i metodi e gli strumenti della stregoneria e indica come meglio attuare la cattura, il processo e le pene.
Le storie delle donne accusate di stregoneria ci sono note solo attraverso gli interrogatori e i verbali dei processi a cui sono state sottoposte. Bisogna tenere in considerazione l'uso frequente, se non costante, della tortura come strumento di estorsione di confessioni. Come scrive Maria Serena Mazzi: 
Esemplare la vicenda di Benvenuta Benincasa, inquisita a Modena nel 1370, che inizialmente reputa di essere una guaritrice capace di annullare i sortilegi grazie all'invocazione di spiriti benevoli e nel giro di un solo giorno trasforma l'intera versione all'opposto, finendo per confessare il suo legame con i demoni e la magia nera.

Dalle fonti giudiziarie e inquisitorie si ricava l'immaginario stregonico diffuso: le streghe si organizzano in una vera e propria società, con una propria gerarchia cui fa capo la «strea mastra». Oltre a essere nunzia e vicaria di Satana costei si occuperebbe di scegliere altre patrone che possano sorvegliare rispettivamente un gruppo di «scolare», suddivise per territorio. La base fondante di tutta l'organizzazione è la trasmissione continua di conoscenze di strega in strega, come risulta chiaro dalle parole di Bellezze Ursini:
Ci si trova di fronte a una setta, con la propria «regula» e i propri riti d'iniziazione. Il modulo ricorre nei vari verbali: la strega maestra sputa in bocca alla nuova adepta, la unge e la manda al noce di Benevento. Lì troverà altre streghe e Satana da cui verrà ufficialmente iniziata.
Nel processo a Todi, nel 1426, Matteuccia di Francesco riferisce che la riunione al noce di Benevento deve essere svolta il lunedì, il sabato e la domenica per sei mesi all'anno. Grazie a un unguento le streghe acquisiscono la capacità di volare, recitando sempre gli stessi versetti: 
Bernardino da Siena, riprendendo il Decretum Gratiani, racconta le cavalcate notturne delle streghe dietro Erodiade o Diana, figure mitologiche che rimandano ancora a quell'ancestrale mondo letterario da cui questo fenomeno prende le mosse. Arrivate al luogo deputato si compie il sabba. Le ancelle devono salutare il diavolo, spesso presentato sotto forma di capro, con l'osculum infame, baciando cioè il suo ano, dando così il via al tutta una serie di riti orgiastici, balli voluttuosi e infanticidi.

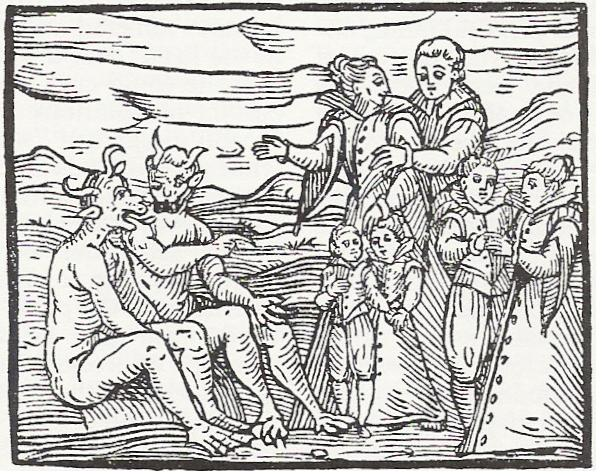
Ventiquattresima illustrazione dal Compendium Maleficarum (1608)

L'architettura della societas delle streghe sembra essere costruita in esatta antitesi rispetto alla tradizione cattolica, presentandosi come un'anti-religione. In cima si trova l'entita`satanica, i cui dettami sono fatti rispettare dalla strega-sacerdotessa, che presiede all'incontro rituale, appuntamento fisso per tutte le fedeli in cui si incontra di diavolo, lo si venera, si pronunciano formule-preghiere. Benevento è il punto di riferimento delle streghe come Roma lo è per i fedeli, è il punto da cui si dirama una fitta rete di patrone e alunne che ricalca la gerarchia ecclesiastica. Ci sono somiglianze anche tra i riti d'iniziazione stregonica e la cerimonia di monacazione, dove l'unico punto di demarcazione è l'antitesi tra vizi e virtù: le une, donne che rinunciano a tutto le une per ambizione; le altre, per umiltà e obbedienza. L'impegno eterno, suggellato da un patto sia orale che scritto, la sottomissione totale e perenne, la prostrazione ai piedi di tutte le colleghe, la vestizione di abiti caratteristici sono tutti punti di congiungimento con la Regola benedettina.
Il caso più eclatante di caccia alle streghe si verifica a Salem, negli USA, alla fine del Seicento. Possibile causa un consumo alimentare di segale cornuta (cioè infettata da Claviceps purpurea) i cui alcaloidi sono resistenti anche alle alte temperature dei forni di cottura del pane.

### Età moderna
Il medico olandese Johann Wier, con il suo libro De praestigiis daemonum del 1563, è stato uno dei primi a stabilire una connessione tra il possibile stato allucinatorio di anziane donne malate e frustrate e i tipici comportamenti di coloro che venivano ritenute delle streghe. Tra i seguaci di questa visione scettica, ancorché non del tutto scientifica, vi fu l'inglese Reginald Scot, autore di un'opera intitolata The Discoverie of Witchcraft (1584).
Pur con intenti tutt'altro che assolutori, l'inquisitore francese Pierre de Lancre, nel suo trattato Tableau de l'inconstance des mauvais anges et démons del 1612, ha riflettuto prima di ogni altro sulle caratteristiche che accomunavano le streghe da lui perseguite nella regione del Labourd e i "maghi" della Lapponia, ossia gli sciamani. Secondo il de Lancre, streghe e sciamani si abbandonavano a un'estasi di tipo diabolico.
Alla metà del XVIII secolo, quando sono già molto numerose le manifestazioni di scetticismo da parte di intellettuali ed eruditi verso la realtà della stregoneria, l'abate Girolamo Tartarotti pubblica il suo Del Congresso notturno delle Lammie (1749), nel quale afferma la realtà della magia diabolica (e dunque la possibilità di operare malefici e incantesimi con l'aiuto del Maligno), mentre nega l'esistenza del sabba considerandola pura illusione, arrivando con ciò a ridefinire lo stereotipo della strega che a quel tempo era ancora prevalentemente incentrato sulla credenza nel volo notturno e nelle tregende.

### Rivalutazione della figura della strega

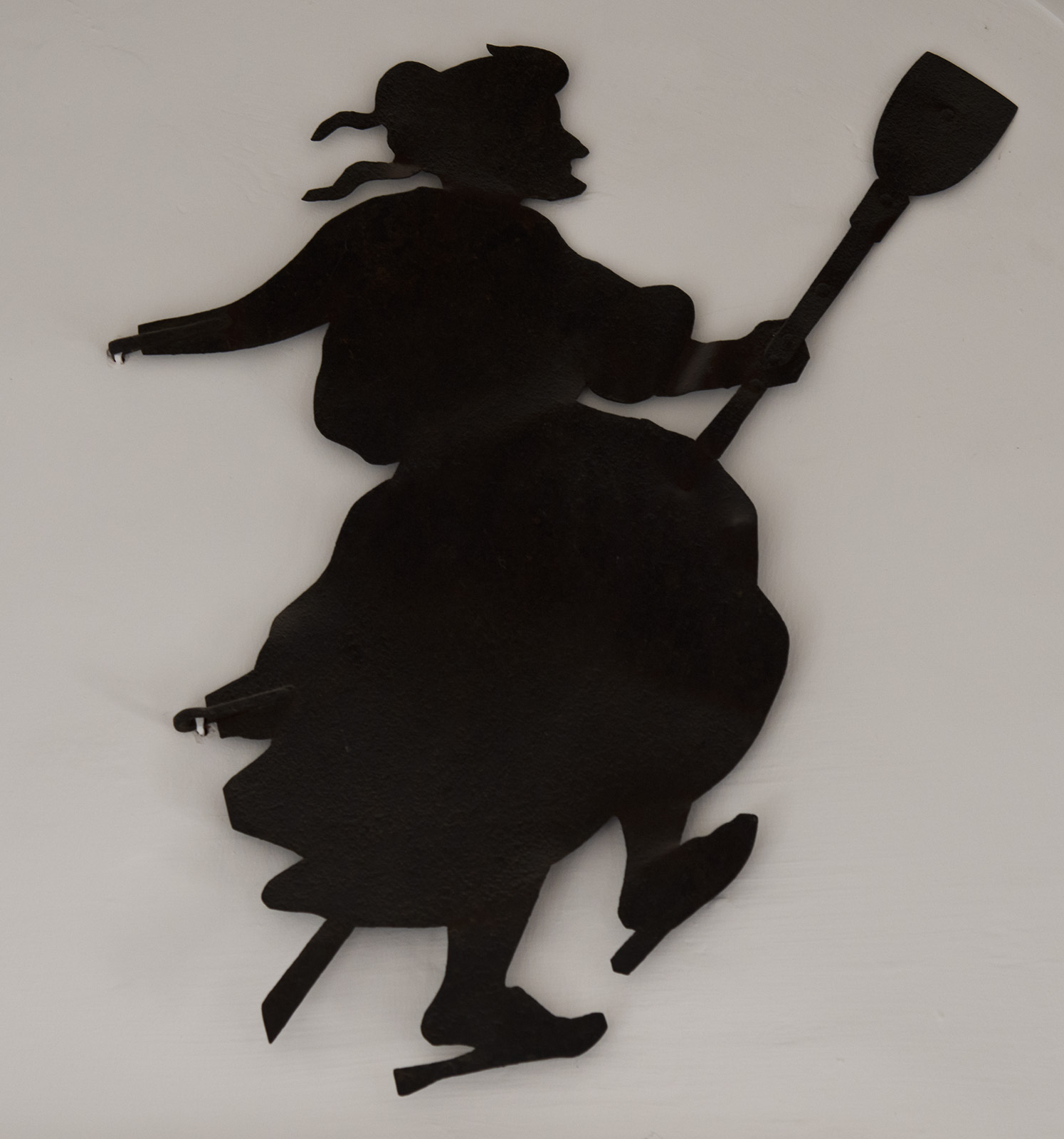
Tipica silhouette della strega in volo su una scopa

A partire dall'Ottocento è iniziata la rivalutazione della figura della strega attraverso varie opere storiche e letterarie, tra le quali basti citare La Sorcière di Jules Michelet, in cui lo storico francese afferma tra i primi la tesi che la stregoneria sia un residuo di antichissime pratiche pagane. Una notevole influenza ha avuto il saggio Aradia, o il Vangelo delle Streghe, scritto da Charles Godfrey Leland nel 1899, in cui l'autore descrive in forma romanzata antichi riti della tradizione stregonesca italiana, chiamandola "stregheria". Nel testo si narra di Aradia, figlia della dea Diana, che scende sulla terra per insegnare l'arte della stregoneria ai suoi seguaci. Purtroppo oggi tutti gli studiosi concordano sul metodo poco scientifico utilizzato da Leland, nonché sulla sua abitudine di arricchire storie e racconti e dare loro il taglio desiderato.
Altrettanta importanza hanno avuto, nei primi decenni del Novecento, le tesi di Margaret Murray, secondo le quali la stregoneria sarebbe la sopravvivenza, attraverso la tradizione misterica, soprattutto nelle campagne, di culti e pratiche di origini remote: pratiche di guarigione, rituali di fertilità, conoscenze dell'uso delle erbe, comunicazione con gli spiriti e il numinoso, viaggi extracorporei. La strega della cultura occidentale corrisponderebbe allo sciamano delle culture cosiddette primitive. Anche in questo caso, però, la tesi di Margaret Murray, non essendo supportata da un metodo di ricerca storiografica accettabile, è stata respinta negli ultimi decenni dalla maggior parte degli studiosi dopo un esame più approfondito delle sue fonti. In generale le recenti opere storiografiche sulla stregoneria evidenziano presunti errori metodologici della studiosa britannica. L’idea di una vera e propria “organizzazione” stregonica, dedita a un culto diffuso in tutta Europa, appare effettivamente forzata e manca di riscontri oggettivi.
A ogni modo questo nuovo contesto ha contribuito alla nascita del neopaganesimo e della wicca, nel cui ambito per strega si intende colei che è stata iniziata a una delle varie tradizioni neopagane o wiccan, o una praticante della stregoneria tradizionale. Pregiudizi negativi permangono solo in contesti extra-occidentali. In America ed Europa sono sorti anche musei della stregoneria, tra cui quello di Benevento dedicato alle janare.

## Etimologia
In italiano con il termine strega si intende solitamente una donna, mentre il suo omologo maschile è lo stregone. Strega deriverebbe dal latino striga e stryx, con corrispondente nel greco stryx, strygòs" e sta per "strige, barbagianni, uccello notturno", ma con il passare del tempo avrebbe assunto il più ampio significato di "esperta di magia e incantesimi". 
Nell'antica Roma le Strigae di negativo auspicio; si cibavano di carne umana e sangue, soprattutto se di bambini, e strappavano le parti interne con i loro artigli.
Nel latino medievale il termine utilizzato era lamia, mentre nelle varie regioni d'Italia il sostantivo che indica la strega varia a seconda della località. Possiamo perciò trovare:
- Masca o Maggia (Piemonte)
- Stria o Bàsura (Liguria)
- Borde (Toscana)
- Strega, Mazzera (Corsica)
- Strìa, Strea (pron.: Htrea), Strolega, Maggia (Lombardia, Emilia, Trentino, Friuli-Venezia Giulia)
- Coga, Stria, Bruxa [‘bru:ʒa] o Maghiargia (Sardegna)
- Strìa/Striga/Strigo (Veneto)
- Janara (Sannio e Irpinia)

- Mavara o Majara (Sicilia)
- Magara (Calabria e Basilicata)
- Masciáre (Bari e provincia)
- Masciáre o Chivàrze (Taranto e provincia)
- Macàra (Salento)
- Stiara (Grecìa Salentina)
- Stroll'ca (Umbria)
- Strolleca (Macerata)
- Ianara (Napoli e hinterland)

- Ehtréga a Montjovet (simile all'italiano "strega"), Faye a Saint-Rhémy en Bosses (simile al francese "fée", "fata") e vari sostantivi sparsi per tutta la regione come Sorchèra o Chorchéire (simili al francese "sorcière", cioè "strega"). Termini in uso un tempo in Valle D'Aosta.

## Definizione di strega

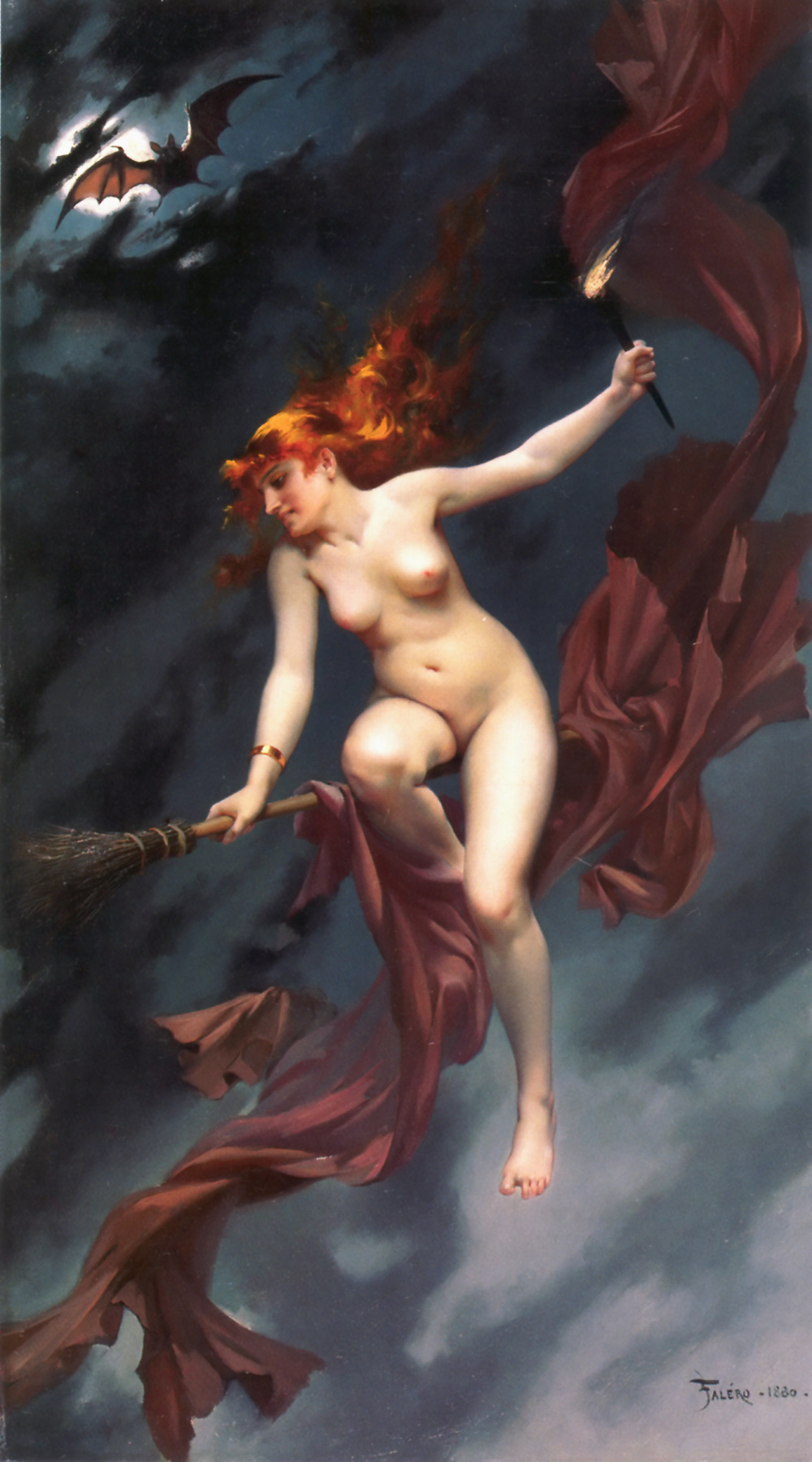
Musa della notte, quadro precedente al 1896 di Luis Ricardo Falero che rappresenta la figura della strega.

Alla definizione classica e popolare di strega se ne intrecciano altre che assumono caratteri specifici, anche se il più delle volte puramente simbolici, e soggetti alla flessibilità e all'ambiguità delle diverse culture che li rendono espliciti. Risulta pertanto riduttivo, benché storicamente corretto, indicare come "strega" solamente quella donna che si sarebbe data al Demonio per mezzo di un patto e dunque strettamente associata al male e al peccato. Per una maggiore comprensione del termine usato attualmente è indispensabile fare riferimento a tutte quelle discipline che studiano la figura della strega nei suoi molteplici aspetti (la psicologia, la psicoanalisi, la sociologia, l'antropologia, ecc.).
Con il supporto delle scienze sociali e delle scienze umane la ricerca storica ha potuto collocare la figura della strega all'interno di determinati gruppi sociali e individuarla in soggetti dalle precise caratteristiche, quali per esempio i poveri, i mendicanti, gli emarginati, gli anziani, le vedove, e in tutti coloro che all'interno di una comunità ristretta esercitavano pratiche magiche e guaritive. Naturalmente non sono esistite delle categorie fisse entro le quali si possono rintracciare con assoluta certezza i soggetti che corrispondono allo stereotipo della strega. Nei secoli delle persecuzioni vennero infatti accusate di stregoneria anche giovani donne, benestanti, fisicamente sane e perfettamente inserite nell'ambito sociale di provenienza. Ciascuna differenziazione dipende dallo specifico contesto storico, culturale, politico, religioso ed economico, ma in linea di massima la strega è sempre colei che si distingue dalle persone che la circondano e che non si adatta interamente al modo di vita e alle regole del gruppo sociale di appartenenza.
L'immagine della strega è stata ampiamente rinnovata e rivalutata all'interno dei movimenti neopagani e in particolare dalla Wicca a partire dalla prima metà degli anni Cinquanta del Novecento, oltre che da tutte quelle correnti tradizionaliste individuabili nella Stregoneria tradizionale e nella Stregoneria italiana, le quali, rifacendosi agli studi sul folclore, mettono in evidenza soprattutto il ruolo della strega nelle società antiche e moderne come guaritrice ed esperta di medicina naturale.

## Iconografia

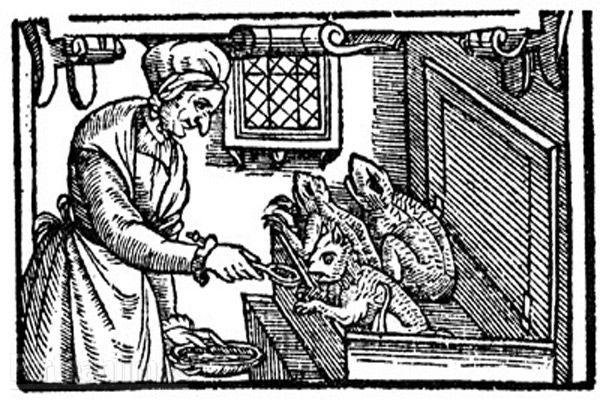
Una strega che nutre i suoi famigli, da una stampa inglese del 1579

A partire dal Rinascimento le streghe appaiono soprattutto come delle donne vecchie e arcigne (anche se non manca all'opposto la figura della strega bella e fascinosa), qualche volta rappresentate accanto a un filatoio o nell'atto di intrecciare nodi, a richiamare l'idea di vendetta, tessendo, cioè, il destino degli uomini e ponendoli di fronte a mille ostacoli (in questa iconografia ricordano le antiche Parche/Moire/Norne).
Ogni strega della tradizione è accompagnata da qualche strano animale, il famiglio, con caratteri diabolici, che fungerebbe da consigliere della propria padrona. Tipici famigli sono il gatto, il gufo, il corvo, la civetta, il topo e il rospo.
Poiché le loro pratiche magiche avvengono in giorni stabiliti in base al ciclo naturale, le streghe sono spesso raffigurate in luoghi aperti. Vi sono però anche molte immagini di streghe nelle loro case, intente a preparare un filtro magico o in procinto di partire per il sabba.
Un'altra immagine tradizionale e molto popolare della strega la rappresenta in volo a cavallo di una scopa. Questa iconografia dichiara esplicitamente la sua parentela con la Befana, e l'appartenenza di entrambe le figure all'immaginario popolare dei mediatori tra il mondo dei vivi e quello dei morti.
In alcune tradizioni italiane e nello specifico dell'Italia centrale, c’è un’assimilazione tra strega e fata, ritenendo di fatto la strega una fata cattiva, e la fata una strega buona.

Una non meno importante caratteristica della strega la considera espressione del potere femminile e indissolubilmente legata alla natura selvaggia che essa rappresenta, da dove trae forza e con la quale vive in armonia, attribuendole le vesti di una Grande Madre/Matrigna come nel caso di Baba Jaga che, a seconda delle leggende, può essere spietata o gentile.

## Finzione

### Letteratura

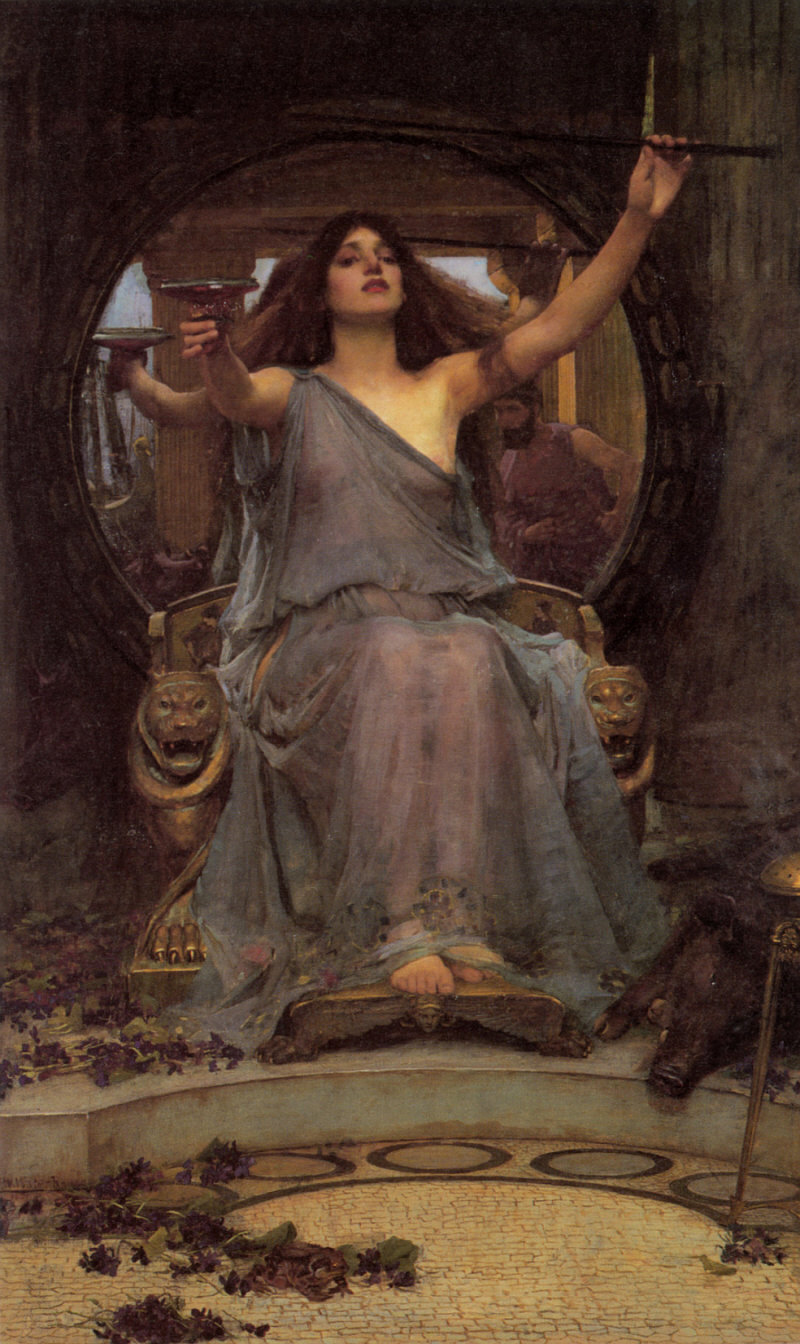
John William Waterhouse, Circe offre la coppa a Ulisse, 1891, olio su tela, Gallery Oldham, Oldham

Le streghe nel folclore sono molto spesso presentate come antagoniste degli eroi nelle fiabe popolari e ciò poi si riverbera nella letteratura, basti ricordare le figure (witches) presenti nel Macbeth di William Shakespeare (inizi del XVII secolo). Sempre nella letteratura, come ne La Celestina (attribuita a Fernando de Rojas, a cavallo tra Quattro e Cinquecento), la strega è spesso presente come personaggio rilevante, in certi casi coprotagonista.
Nella storia della letteratura la figura della strega e quella della maga sono spesso intrecciate tra di loro, partendo da Medea, che è al tempo stesso una sacerdotessa di Ecate e una guaritrice o avvelenatrice, passando per Circe (in realtà una dea nella mitologia greca), fino ad arrivare alle figure di Alcina nell'Orlando furioso di Ludovico Ariosto, senza dimenticare le streghe e le maghe della saga fantasy del ciclo di Avalon, scritta tra il 1983 e il 2000 da Marion Zimmer Bradley. In comune hanno la capacità di essere incantatrici e tessitrici di illusioni.
Terry Pratchett, nella serie di racconti con Tiffany Aching (vedi L'intrepida Tiffany e i Piccoli Uomini Liberi, 2003) come protagonista, descrive le streghe come persone che aiutano chi ne ha bisogno (soprattutto anziani) e che aiutano a ristabilire la giustizia dove vivono. Il loro lato magico non è quindi composto da sfere di cristallo o altri oggetti magici, ma dalla bontà.
Nel romanzo Il Maestro e Margherita (1966) di Michail Bulgakov, Margherita è una giovane donna intrappolata in un matrimonio senza amore e delusa per una storia d'amore con "il Maestro", la quale stringe un patto con Satana diventando così una strega.
Nel ciclo letterario di Harry Potter scritto tra il 1997 e il 2007, le streghe sono semplici donne dotate di poteri magici, senza una malvagità innata. La scrittrice Anne Rice ha creato un ciclo di romanzi con protagoniste delle streghe, intrecciato alle sue Cronache dei vampiri: La saga delle streghe Mayfair.
Il romanzo storico di Sebastiano Vassalli La chimera (1990) racconta le vicissitudini di una bella ragazza processata per stregoneria. Un tema simile è affrontato anche nei romanzi di Celia Rees Il viaggio della strega bambina e Se fossi una strega. La saga dei libri I diari delle streghe di L. J. Smith tratta interamente di streghe.
Brida di Paulo Coelho (1990) racconta l'iniziazione di una giovane ragazza destinata a diventare una strega. I libri di Carlos Castaneda descrivono il mondo messicano degli stregoni yaqui, e in particolare le lotte di magia con una strega chiamata Catalina.

### Fumetti
Nel mondo del fumetto sono particolarmente note le streghe del Mondo Disney, Amelia e Nocciola, entrambe create da Carl Barks. In particolare Amelia è una strega napoletana (ha lunghi capelli neri, è vestita di nero ed è sempre accompagnata dal corvo Gennarino) che cerca con ogni mezzo di impossessarsi del primo decino di Zio Paperone, da lei ritenuto il più potente amuleto del mondo. Nocciola, invece, creata per una storia con Paperino (con un look tipico da strega del 1600), è stata ripresa dagli autori italiani affiancandola a Pippo in una serie di storie in cui la poveretta cerca in ogni modo di farlo ricredere sulla magia e su lei stessa, impresa sempre frustrata dal fatto che egli non crede al soprannaturale.
I  fumetti e manga a tema fantasy con streghe tra i personaggi sono comunque veramente tanti, ricordiamo ad esempio  Mahotsukai Sally, Nei pressi di una stella (terza serie del manga Batticuore notturno - Ransie la strega) e il fumetto italiano prodotto dalla  Disney italia "W.I.T.C.H."

### Televisione
Numerose sono le serie televisive, che hanno come protagoniste le streghe:
- Vita da strega (Bewitched, 1964-1972): Samantha (Elizabeth Montgomery) è una giovane strega sposata con il pubblicitario Darrin Stephens (Dick York), che solo sa dei suoi poteri
- Strega per amore (I Dream of Jeannie, 1965-1970): nonostante il titolo italiano, la protagonista Jeannie (Barbara Eden) è un genio, la cui "lampada" è rinvenuta da un astronauta, il maggiore Anthony Nelson (Larry Hagman), finito con la sua navetta su un'isola sperduta dell'Oceano Pacifico
- Streghe sono l'adolescente Sabrina Spellman (Melissa Joan Hart), protagonista di Sabrina, vita da strega (Sabrina, the Teenage Witch, 1996-2003), e le sue zie Hilda (Caroline Rhea) e Zelda (Beth Broderick) Spellman
- Sono streghe anche Willow Rosenberg (Alyson Hannigan) e Tara Maclay (Amber Benson) nella serie Buffy l'ammazzavampiri (1997)
- Streghe (Charmed, 1998-2006): le sorelle Halliwell, Prue (Shannen Doherty), dalla quarta stagione sostituita da Paige (Rose McGowan), Piper (Holly Marie Combs) e Phoebe (Alyssa Milano) sono tre streghe ereditarie buone, che nel loro insieme costituiscono il Potere del Trio e combattono contro demoni malvagi
- Eastwick (2009): il ricco, carismatico e misterioso Darryl Van Horne (Paul Gross) favorisce l'incontro e l'amicizia di tre donne, Roxie Torcoletti (Rebecca Romijn), Joanna Frankel (Lindsay Price) e Kat Gardener (Jaime Ray Newman), e le aiuta a sviluppare i loro poteri
- The Secret Circle (2011-2012) ha per protagonista Cassie Blake (Brittany Robertson), una giovane strega che entra a fare parte di un circolo di streghe, di cui diviene la più potente
- Grachi (2011-2013): telenovela creata da Mariela Romero e prodotta da Nickelodeon, che ha come protagonisti Isabella Castillo e Andrés Mercado
- American Horror Story: Coven  (2012)
- Salem (2014-2017): Mary Sibley (Janet Montgomery) è una strega che cerca di conquistare la città di Salem con l'aiuto di altre streghe e stregoni. La serie è ispirata al Processo alle streghe di Salem
- Scuola di magia (2015)
- Streghe (Charmed, 2018-2022, reboot della serie originale): le sorelle Vera, Macy Vaughn (Madeleine Mantock), dalla quarta stagione sostituita da Michaela "Kaela" Danso (Lucy Barrett), Melanie "Mel" Vera (Melonie Diaz) e Margarita Emilia "Maggie" Vera (Sarah Jeffery) sono tre streghe ereditarie buone, che nel loro insieme costituiscono il Potere del Trio e combattono contro demoni malvagi come la serie originale
- Luna nera (2020)
- Motherland: Fort Salem (2020-in corso)

### Cinema
Tra i film in cui le streghe hanno un ruolo rilevante, in ordine cronologico:
- La stregoneria attraverso i secoli (Häxan), regia di Benjamin Christensen (1922)
- Il mago di Oz (1939)
- Dies irae (1943), di Carl Theodor Dreyer
- Ho sposato una strega (1943)
- Il giardino delle streghe (1944)
- Una strega in paradiso (1958)
- La città dei morti (1960), di John Llewellyn Moxey
- La notte delle streghe (1962)
- Rosemary's Baby - Nastro rosso a New York (1968), di Roman Polansky
- Brancaleone alle crociate (1970)
- Pomi d'ottone e manici di scopa (1971)
- Suspiria (1977)
- Inferno (1980)
- Mia moglie è una strega (1980)
- Il villaggio delle streghe (1986)
- Le streghe di Eastwick (1987)
- Biancaneve (1987)
- Hansel e Gretel (1987)
- Strega per un giorno (1988)
- Willow (1988)
- Cara dolce strega (1989)
- Chi ha paura delle streghe? (1989)
- Fantaghirò (1991)
- Robin Hood - Principe dei ladri (1991)
- Hocus Pocus (1993)
- Giovani streghe (1996)

- Little Witches (1996), di Jane Simpson
- La seduzione del male (1996)
- Biancaneve nella foresta nera (1997)
- Amori & incantesimi (1998)
- The Blair Witch Project - Il mistero della strega di Blair (1999)
- Il libro segreto delle streghe: Blair Witch 2 (2000)
- La vera storia di Biancaneve (2001)
- Streghe verso nord (2001)
- Harry Potter (2001-2011)
  1. Harry Potter e la pietra filosofale (2001)
  2. Harry Potter e la camera dei segreti (2002)
  3. Harry Potter e il prigioniero di Azkaban (2004)
  4. Harry Potter e il calice di fuoco (2005)
  5. Harry Potter e l'Ordine della Fenice (2007)
  6. Harry Potter e il principe mezzosangue (2009)
  7. Harry Potter e i Doni della Morte - Parte 1 (2010)
  8. Harry Potter e i Doni della Morte - Parte 2 (2011)

- Witch House II (2005)
- Vita da strega (2005)
- I fratelli Grimm e l'incantevole strega (2005)
- Le cronache di Narnia - Il leone, la strega e l'armadio (2005)
- An American Haunting (2005)
- Stardust (2007)
- La bussola d'oro (2007)
- La terza madre (2008)
- Antichrist (2009)
- L'apprendista stregone (2010)
- L'ultimo dei templari (2011)
- Dark Shadows (2012)
- Biancaneve (2012)
- Biancaneve e il cacciatore (2012)
- Le streghe di Salem (2012)
- Le streghe son tornate (2013)
- Beautiful Creatures - La sedicesima luna (2013)
- Hansel e Gretel e la strega della foresta nera (2013)
- Il grande e potente Oz (2013)
- Hansel & Gretel - Cacciatori di streghe (2013)
- The Wicked (2013)
- Maleficent (2014)

- Dracula Untold (2014)
- Into the Woods (2014)
- Il settimo figlio (2014)
- Janara (2014)
- Mercy (2014)
- The Last Witch Hunter - L'ultimo cacciatore di streghe (2015)
- The Witch (2015)
- The Love Witch, regia di Anna Biller (2016)
- Blair Witch (2016)
- Autopsy (2016)
- Non bussate a quella porta (2017)
- Power Rangers (2017)
- Hagazussa (2018)
- Suspiria (2018)
- Shanda's River (2018)
- Wretched - La madre oscura (2019)
- Maleficent - Signora del male (2019)
- Le Streghe (2020)
- Gretel e Hansel (2020)
- Il rito delle streghe (2020)
- Hocus Pocus 2 (2022)
- Wicked (2024)

### Animazione
- Biancaneve e i sette nani (1937)
- La bella addormentata nel bosco (1959)
- La spada nella roccia (1963)
- Sally la maga (1966)
- Bia - La sfida della magia (1974)
- Lalabel (1980)
- He-Man - Il segreto della spada (1985)
- She-Ra, la principessa del potere (1985)
- Taron e la pentola magica (1985)
- Dragon Ball (1986) (Baba la chiaroveggente)
- La sfera di cristallo (1988)
- Kiki - Consegne a domicilio (1989)
- La sirenetta (1989)
- Nightmare Before Christmas (1993)
- Guru Guru - Il girotondo della magia (1994)
- Sailor Moon S (1994) (Kaolinite & le Witches 5)
- Sailor Moon Super S (1995) (Nehellenia)
- Tre gemelle e una strega (1995)
- Kirikù e la strega Karabà (1998)
- Bartok il magnifico (1999)
- Scooby-Doo e il fantasma della strega (1999)
- Magica Doremì (1999)
- Inuyasha (2000)
- La sirenetta II - Ritorno agli abissi (2000)
- La città incantata (2001)  (Yubaba è un chiaro riferimento alla leggendaria strega russa Baba Jaga)
- Abenobashi - Il quartiere commerciale di magia (2001)
- Sabrina - Amiche per sempre / Sabrina the Teenage Witch: Friends Forever! (2002)
- Witch Hunter Robin (2002)
- Sugar Sugar (2003)
- Totò Sapore e la magica storia della pizza (2003)
- Sabrina: La mia vita segreta / Sabrina's Secret Life (2003)

- Streghe per amore (2003)
- Il viaggio di Natale di Braccio di Ferro (2004)
- Il castello errante di Howl (2004)
- W.I.T.C.H. (2004)
- Kirikù e gli animali selvaggi (2005)
- Shrek terzo (2007)
- Winx Club - Il segreto del regno perduto (2007)
- Il piccolo regno di Ben e Holly (2009)
- Shrek e vissero felici e contenti (2010)
- Winx Club 3D - Magica avventura (2010)
- Rapunzel - L'intreccio della torre (2010)
- Lo straordinario mondo di Gumball (2011) (Mrs. Jötunheim)
- Puella Magi Madoka Magica (2011)
- Tom & Jerry e il mago di Oz (2011)
- Ribelle - The Brave (2012)
- ParaNorman (2012)
- Hotel Transylvania (2012)
- Il magico mondo di Oz (2013)
- Little Witch Academia (2013)
- Sabrina vita da strega / Sabrina: Secrets of a Teenage Witch (2013)
- Tom & Jerry: Il drago perduto (2014)
- Winx Club - Il mistero degli abissi (2014)
- Tom & Jerry - Di nuovo a Oz (2016)
- Oceania (2016)
- Witchy Pretty Cure! (2016)
- Mary e il fiore della strega (2017)
- Hotel Transylvania 3 - Una vacanza mostruosa (2018)
- Jujutsu kaisen - Sorcery Fight (2018)
- She-Ra e le principesse guerriere (2018)
- A New Kind of Magic (2018)
- Dorohedoro (2020)
- Earwig e la strega (2020)
- Zouk (2021)
- Hilda (2023)
- Kung Fu Panda 4 (2024)

### Fonti
- Colette Arnould, La stregoneria. Storia di una follia profondamente umana, Edizioni Dedalo, Bari, 2011.
- Giuseppe Bonomo, Caccia alle streghe. La credenza nelle streghe dal secolo XIII al XIX con particolare riferimento all'Italia, Palumbo, Palermo, 1959.
- Julio Caro Baroja, Le streghe e il loro mondo, Pratiche editrice, Parma, 1994.
- Serena Foglia, Streghe, Rizzoli, Milano, 1989.
- Carlo Ginzburg, Storia notturna. Una decifrazione del sabba, Einaudi, Torino, 1995.
- La Biblioteca di Girolamo Tartarotti: intellettuale roveretano del Settecento : Rovereto, Palazzo Alberti, 11-31 ottobre 1995 testi di Serena Gagliardi, Elena Leveghi e Rinaldo Filosi, Rovereto, Provincia autonoma, Servizio beni librari e archivistici,Comune di Rovereto, Biblioteca civica G. Tartarotti, 1995, ISBN 88-86602-03-0.
- Keith Thomas, La religione e il declino della magia. Le credenze popolari nell'Inghilterra del Cinquecento e del Seicento, Mondadori, Milano, 1985.
- Bertrand Russell, Scienza e religione, Milano, Longanesi, 2012, ISBN 978-88-304-3151-5.
- AA. VV., La stregoneria in Europa, a cura di Marina Romanello, Il Mulino, Bologna, 1975.
- AA. VV., La stregoneria. Confessioni e accuse nell'analisi di storici e antropologi, a cura di Mary Douglas, Einaudi, Torino, 1980.
- AA. VV., La stregoneria. Diavoli, streghe, inquisitori dal Trecento al Settecento, a cura di Sergio Abbiati, Attilio Agnoletto, Maria R. Lazzati, Mondadori, Milano, 1984.
- Dinora Corsi, Matteo Duni, a cura di, "«Non lasciar vivere la malefica». Le streghe nei trattati e nei processi (secoli XIV-XVII)", Firenze, Firenze University Press, 2008.
- Domenico Mammoli, "Processo alla strega Matteuccia di Francesco. 20 marzo 1428", Todi, CISAM, 1977 (Res Tudertinae, 8).
- Maria Serena Mazzi, "Donne in fuga. Vite ribelli nel Medioevo", Bologna, Il Mulino, 2017.
- Paolo Trifone, "La confessione di Bellezze Ursini “strega” nella campagna romana del Cinquecento", in «Contributi di Filologia dell’Italia Mediana», II (1988), pp. 79-182.

### Approfondimenti
- Stefano La Colla e Raffaele Corso, Streghe e stregoneria, in Enciclopedia Italiana, Roma, Istituto dell'Enciclopedia Italiana, 1936. URL consultato il 21 settembre 2013.
- Dinora Corsi, Diaboliche maledette e disperate, le donne nei processi di stregoneria (secoli XIV-XVI), Firenze, Firenze University Press, 2013, ISBN 978-88-6655-341-0.
- Giordano Berti, Storia della stregoneria, Milano, Mondadori, 2010, ISBN 978-88-04-59868-8.
- Luisa Muraro, La signora del gioco - la caccia alle streghe interpretata dalle sue vittime, Baldini Castoldi Dalai, 2006, ISBN 88-7738-449-2.
- Margaret A. Murray, Il Dio delle Streghe, Roma, Astrolabio-Ubaldini, 1972, ISBN 978-88-340-0410-4.
- AA.VV. e prefazione di Franco Cardini, La strega, la luna, il solstizio. Cultura popolare e stregoneria nell'Italia medievale e moderna, Rimini, Il Cerchio, 2002, ISBN 88-8474-026-6.
- Brian P. Levack e traduzione di Alberto Rossatti e Sandro Liberatore, La caccia alle streghe in Europa agli inizi dell'età moderna, Roma-Bari, GLF editori Laterza, 2003, ISBN 978-88-420-8294-1.
- Lorenzo Lorenzi, La strega: viaggio nell'iconografia di maghe, malefiche e fattucchiere, Firenze, Centro Di, 2005, ISBN 88-7038-415-2.
- Giovanni Romeo, Inquisitori, esorcisti e streghe nell'Italia della Controriforma, 2ª ed., Firenze, Sansoni, 2003  [1990], ISBN 978-88-383-4809-9.
- Michela Zucca, Donne delinquenti - Storie di streghe, eretiche, ribelli, rivoltose, tarantolate, Napoli, Edizioni Simone, 2004, ISBN 978-88-244-8750-4.
- Laura Cherubini, Strix: la strega nella cultura romana, Torino, UTET, 2010, ISBN 978-88-02-08193-9.
- Margaret A. Murray e traduzione di Maria Laura Petrelli, Le streghe nell'Europa occidentale, Milano, Edizioni della Terra di Mezzo, 2012, ISBN 978-88-97842-04-0.
- Salvatore M. Ruggiero, Di Streghe e di Janare, lulu.com, ISBN 9781326332549.
- Max Dashu, Streghe e pagane. Le donne nella religione popolare europea, Venexia, 2018.